# Gerty Theresa Cori
Gerty Theresa Cori, nata Radnitz (Praga, 15 agosto 1896 – Cambridge, 26 ottobre 1957), è stata una biochimica ceca naturalizzata statunitense, prima donna a vincere il Premio Nobel per la medicina nel 1947, insieme al marito Carl Ferdinand Cori e al fisiologo argentino Bernardo Alberto Houssay, per le sue scoperte su come il glicogeno viene risintetizzato dall'organismo.
La maggior parte degli studi di Gerty vennero condotti insieme al marito, con cui gettò le basi per la comprensione dei meccanismi molecolari attraverso i quali le cellule assimilano il cibo e lo convertono in energia chimica o in riserva cellulare sotto forma di glicogeno.
Per la prima volta riuscirono a dimostrare il modo in cui gli zuccheri vengono sfruttati dal muscolo come fonte energetica, con conseguente produzione di acido lattico. Questo metabolita successivamente viene trasportato dal sangue fino al fegato, dove viene riconvertito attraverso la gluconeogenesi a glucosio, il quale può venire immagazzinato come riserva o essere nuovamente condotto al muscolo per permetterne l'attività. 
Scoprirono così una via metabolica anaerobica alternativa: il cosiddetto ciclo di Cori.
Sebbene siano conosciuti soprattutto per l'omonimo ciclo, fecero numerose altre scoperte, altrettanto importanti.
Furono pionieri nello studio dell'attività enzimatica e ormonale, ed i loro maggiori lavori contribuirono ad una migliore comprensione del diabete.
All'epoca, infatti, si conosceva ben poco degli enzimi e i Cori riuscirono non solo ad identificarli ma anche ad isolarli, specialmente quelli responsabili della conversione degli zuccheri nella forma utilizzabile dai muscoli o nella forma di riserva.
Inoltre Gerty diede inizio allo studio delle malattie ereditarie causate da difetti enzimatici. I loro studi servirono a dimostrare a scienziati e fisici che la comprensione dei processi biochimici cellulari è estremamente importante non solo per la biologia, ma anche per la medicina stessa, cosa che nel contesto storico in cui si affermarono non era riconosciuta.

## Biografia
Gerty Theresa Radnitz nacque il 15 agosto 1896, a Praga, da una famiglia ebrea benestante: il padre, Otto Radnitz, era un chimico e un uomo di affari che gestiva numerose raffinerie di barbabietole da zucchero. 
La più grande delle tre figlie, Gerty, seguì lezioni private a casa fino all'età di dieci anni, quando iniziò a frequentare una scuola femminile in grado di darle l'istruzione necessaria per conversare in pubblico e con un futuro marito; fu suo zio, un professore di pediatria, ad incoraggiarla a frequentare l'università di medicina.
Ufficialmente, alle donne era concesso frequentare l'università “Ferdinando Carlo” di Praga, ma in realtà la maggior parte di loro non poteva in quanto nelle scuole femminili non erano insegnate matematica, fisica, latino e chimica, cioè le materie richieste per essere ammessi. 
Durante una vacanza con la sua famiglia, nell'estate del suo sedicesimo compleanno, incontrò una professoressa di latino che le offrì di insegnarle le materie necessarie: alla fine dell'anno Gerty aveva integrato ben otto anni di studi ed era pronta ad affrontare e a superare il test di ammissione all'università, di cui dirà in seguito che sarebbe stato l'esame più difficile affrontato in vita sua.

### Gli studi e l'incontro con Carl Cori
L'interesse per la ricerca biomedica delle università europee condussero Gerty a iscriversi nel 1914, all'età di soli diciotto anni, alla sede universitaria situata in Germania dove erano presenti anche i corsi in lingua cecoslovacca. Qui Gerty, proprio durante il primo anno di studi, incontra i due amori della sua vita: Carl Cori e la biochimica, materia affascinante che applica i principi della chimica ai problemi della biologia. I due coniugi formarono una affiatata coppia di lavoro, dove nessuno dei due competeva con l'altro ma ciascuno si fidava del lavoro altrui. Le loro capacità erano complementari ed il talento si integrava perfettamente con quello dell'altro. Erano più forti insieme che singolarmente: come affermò William Daughaday della Washington University School of Medicine:
(Sharon Bertsch McGrayne, Nobel Prize women of science)
Si sposarono nel 1920 e poco tempo dopo si trasferirono in America, sia per sfuggire alla fame e difficoltà che seguirono la fine della Prima Guerra Mondiale, sia perché le prospettive lavorative nell'ambito del loro interesse, nell'Europa di quegli anni, erano davvero poche.
Ebbero un figlio, Tom Carl Cori, il quale però, nonostante le pressioni dei genitori che desideravano seguisse la strada del ricercatore scientifico, crebbe come il tipico ragazzo americano amante del baseball. 
Gerty era sempre stata una donna gentile, educata e allo stesso tempo forte e travolgente sia nella vita privata che nel lavoro, e ciò la portò ad avere diversi contrasti con alcuni colleghi: il suo coinvolgimento emotivo e la sua dedizione la portarono a essere molto critica e ad avere standard elevati, pretendeva il massimo dagli altri e da se stessa e non era solita chiedere scusa. Quando uno dei suo collaboratori, Edwin Krebs, ora professore all'Università di Washington, a causa di una dimenticanza rovinò un esperimento, Gerty reagì animatamente accusandolo di aver rovinato tutto al punto che Krebs pensò che la sua carriera da ricercatore fosse terminata; il giorno dopo Gerty bussò alla sua porta e gli chiese come stesse procedendo il lavoro: era il suo modo inusuale di scusarsi.

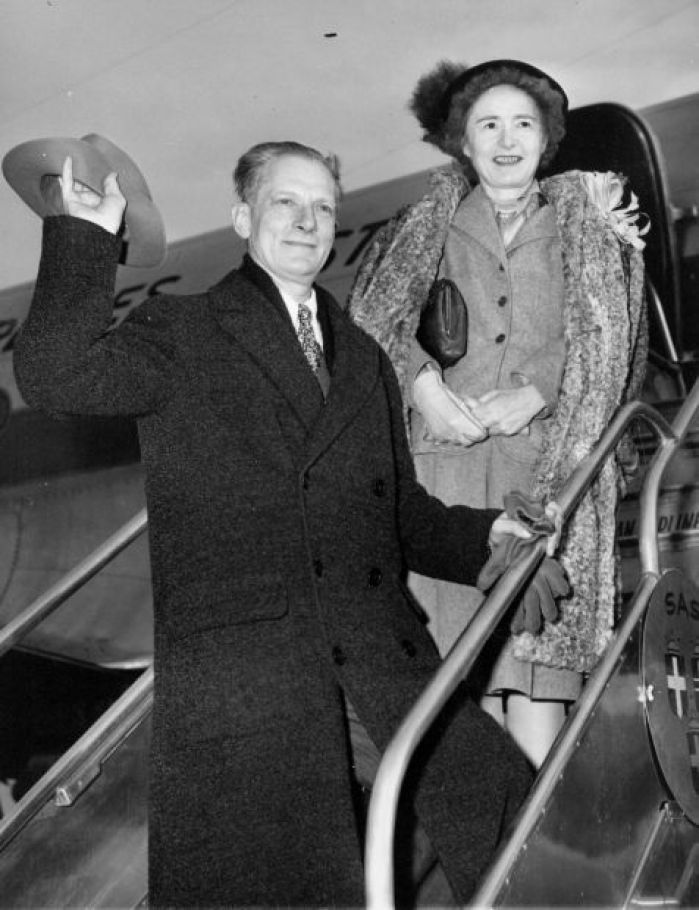
I coniugi Cori vincono il premio Nobel nel 1947

### Il premio Nobel e gli anni della malattia
L'anno 1947 fu un anno di novità per i coniugi Cori, i quali ricevettero sia la notizia migliore ma anche la notizia peggiore della loro vita: durante una gita in montagna Gerty, in seguito a un malore, scoprì di essere affetta da una grave malattia, la displasia mieloide, che comportava un malfunzionamento del midollo osseo e le cause erano sconosciute. Poche settimane dopo appresero di aver vinto il Premio Nobel per la medicina, per la scoperta dell'enzima responsabile della conversione del glucosio in energia e viceversa.
Nonostante la terribile notizia della malattia, Gerty e Cori parteciparono alla cerimonia e ritirarono il meritato premio. Tornati a casa, doneranno parte dei soldi ricevuti al progetto dei loro collaboratori sullo studio della fosforilasi. 

Durante il ritiro del premio, Carl volle ringraziare sua moglie:
(Sharon Bertsch McGrayne, Nobel Prize women of science)
Nei successivi dieci anni Gerty sopravviverà grazie alle trasfusioni di sangue, alle cure incessanti del marito e al lavoro: non smise di contribuire alle ricerche e, otto anni dopo aver ricevuto il Premio Nobel, verrà nominata all'Accademia Nazionale delle Scienze e nell'estate del 1957 pubblicherà un articolo sulle malattie legate alla sintesi del glucosio nei bambini.
 

Il 26 ottobre dello stesso anno, Gerty Cori muore, all'età di sessantun anni, a casa sola con il marito: scienziati da tutto il mondo arrivarono per commemorarla e durante la cerimonia funebre in Chiesa, prima che quartetto di archi suonasse Beethoven, fu trasmessa una registrazione vocale che poco tempo prima Gerty aveva composto per Edward R. Murrow, nella quale esprimeva il suo amore per la scienza, la verità e l'umanità. Disse: 
(Sharon Bertsch McGrayne, Nobel Prize women of science)

## Periodo storico
Quando Gerty e Cori divennero marito e moglie, nel 1920, l'Europa orientale era nel caos a causa della prima guerra mondiale appena terminata.
Gli alleati vittoriosi avevano smantellato l'Austria-Ungheria, spostando le frontiere; una notte Carl e alcuni suoi amici, si travestirono da dipendenti e di nascosto smontarono un istituto di ricerca per spostarlo dalla Cecoslovacchia all'Ungheria, dato che il suo fondatore era ungherese. 

A quel tempo le donne occupavano una posizione marginale, e ciò lo dimostra il fatto che il lavoro e il talento di Gerty non furono subito apprezzati ma imputati sempre alla sola figura del marito: a Carl furono offerte diverse proposte di lavoro, come quella di un'importante Università americana: era il lavoro dei suoi sogni, ma doveva interrompere le ricerche che conduceva in laboratorio con sua moglie. Quando rifiutò rimasero sconvolti e informarono Gerty che stava rovinando il marito, dicendole che è anti-americano per un uomo lavorare con sua moglie. In privato, Gerty scoppiò in lacrime ma il marito la rassicurò:
(Sharon Bertsch McGrayne, Nobel Prize women of science)

## Lavori e ricerche

### Europa
Nel 1921 Gerty iniziò a lavorare presso il "Karolinen Children's Hospital" di Vienna, dove condusse studi e pubblicò diversi articoli sul cretinismo, ora considerata una deficienza tiroidea congenita. Nell'Europa di quegli anni le opportunità di lavoro erano piuttosto esigue: la ricerca a cui erano interessati i due coniugi era considerata di bassa priorità e tra i vari scienziati quelli più richiesti erano i fisici. 
Questo aspetto, con l'aggiunta del contesto storico in cui vivevano, spinse i Cori a voler abbandonare l'Europa e fecero richiesta al governo olandese di lavorare per cinque anni tra la popolazione nativa di Giava. Mentre attendevano una risposta, il direttore del centro "State Institute for the Study of Malignant Diseases" di Buffalo, a New York, offrì un posto di lavoro a Carl, il quale accettò lasciando Gerty al suo lavoro viennese per altri 6 mesi. La moglie lo raggiunse dopo che il marito ebbe ottenuto un posto sicuro anche per lei nell'Istituto.

### America

#### Primi studi
Quando arrivarono entrambi in America avevano 25 anni. Nei 9 anni successivi si costruirono una reputazione scientifica ed ottennero la cittadinanza americana.

I primissimi studi a cui Gerty si dedicò trattavano gli effetti dei raggi X sulla pelle e sul metabolismo degli organi corporei, tuttavia l'ambito di ricerca a cui era interessata riguardava il modo in cui una parte del corpo trasferisce energia ad un'altra e negli anni '20 condusse assieme al marito diversi studi su animali da laboratorio, misurando attentamente i valori di glucosio e diversi ormoni.La precisione e l'accortezza di misurazione divennero un tratto dominante del loro lavoro: come scrisse il biografo di Gerty, Joseph Larner: 
(Sharon Bertsch McGrayne, Nobel Prize women of science)

#### Ciclo di Cori
Nel 1929, dopo sei anni di intenso lavoro, i Cori riuscirono a spiegare come i mammiferi ottenessero energia per l'attività muscolare. Scoprirono il Ciclo di Cori e lo descrissero in termini generici.
Il glucosio quando è superiore al fabbisogno energetico viene immagazzinato sotto forma di glicogeno sia nel fegato che nei muscoli. I Cori compresero questo aspetto e descrissero il ciclo che permetteva gli scambi tra queste due aree. 
Una delle fonti energetiche principali per i muscoli, soprattutto nel caso di sforzi ad alta intensità, è il glucosio. Questo zucchero può provenire dalle riserve di glicogeno presenti nel muscolo o nel fegato e subisce una serie di ossidoriduzioni e conversioni che permettono la formazione di molecole ad alto contenuto energetico, le ATP.
Inizialmente il glucosio viene convertito in piruvato attraverso una serie di reazioni che costituiscono la glicolisi, un processo metabolico anaerobico. In condizioni aerobiche si può ottenere una resa energetica di circa 18 volte superiore se il prodotto terminale di questo processo viene prima decarbossilato e poi immesso nel ciclo di Krebs.
Tuttavia quando il flusso ossidativo non è più sufficiente per fornire l'ATP richiesta, parte del glucosio viene convertito in acido lattico, attraverso una via alternativa anaerobica. Questo avviene per garantire una fonte energetica anche nel caso in cui il metabolismo aerobico non fosse più sufficiente per fornire il giusto apporto di ATP, come nel caso in cui la concentrazione di ossigeno sia bassa o l'attività glicolitica sia troppo elevata per permettere un'adeguata ossidazione del NADH, con conseguente arresto della glicolisi.
Per questi motivi, le fibre muscolari ricavano parte dell'energia dalla conversione del glucosio in piruvato, che viene poi ridotto da una lattato deidrogenasi ad acido lattico.
In seguito a queste reazioni, il livello di lattato cresce significativamente e si riversa nel torrente sanguigno, attraverso il quale raggiunge il fegato. Qui l'acido lattico viene ossidato dalla lattato deidrogenasi a piruvato, cui segue una conversione tramite il processo gluconeogetico a glucosio.
Una volta prodotto, il glucosio può venire rilasciato nel sangue e raggiungere nuovamente il muscolo, oppure venire immagazzinato nel fegato sotto forma di glicogeno.
I Cori compresero questo ciclo e lo spiegarono nel 1929 solo in termini generali. Nel resto della loro carriera riuscirono a descriverlo più nel dettaglio, a comprenderne i particolari e le molecole coinvolte.

#### Studi a Washington

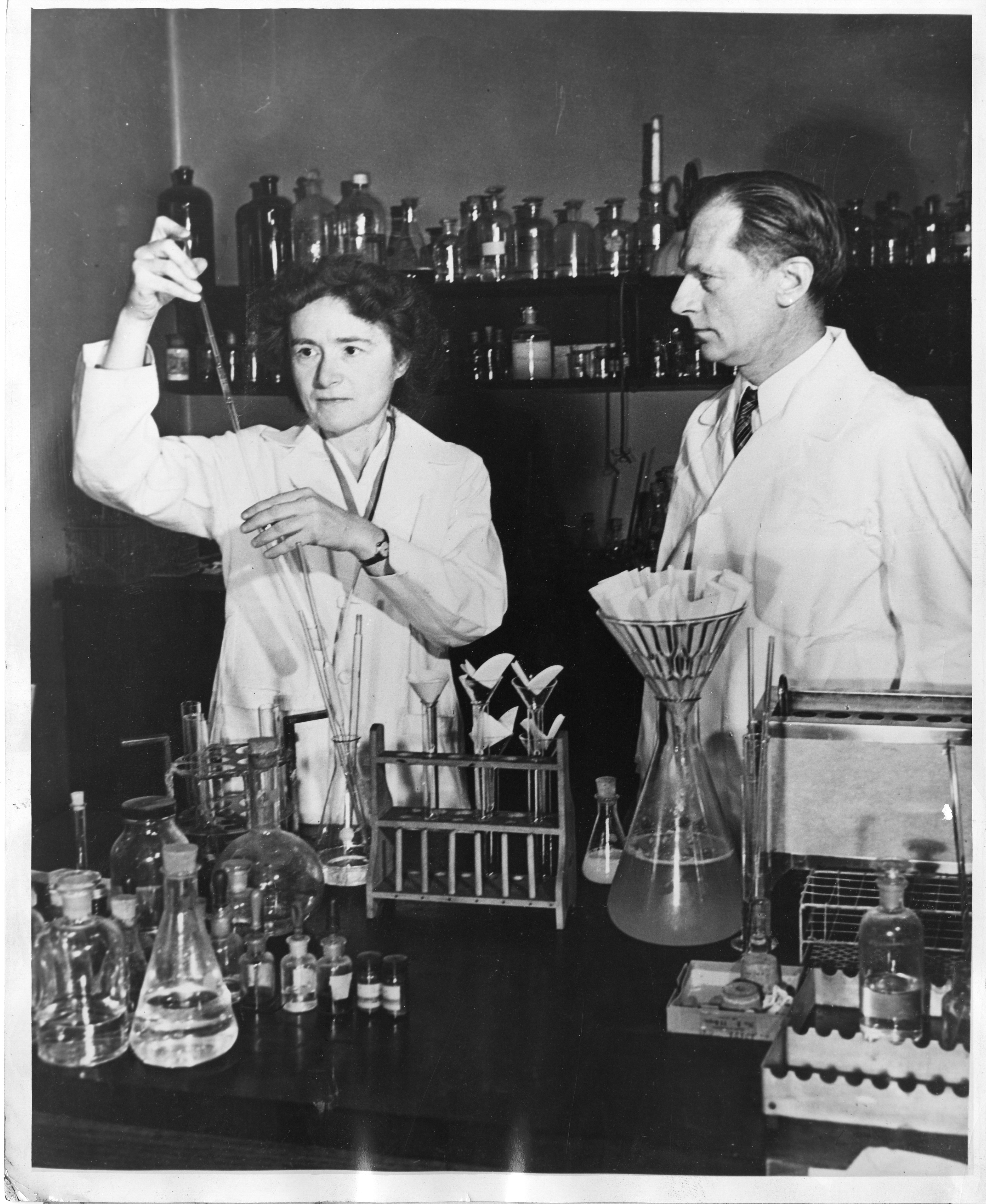
Gerty Theresa Cori e Carl Ferdinand Cori al Washington University School of Medicine

Gli anni di studio a Buffalo furono prolifici e pubblicarono numerosi articoli insieme. In alcuni casi il nome di Gerty veniva per primo, in altri per secondo, in base a chi dei due avesse dato il maggiore contributo. Formarono così una coppia affiatata, dove il talento di uno completava quello dell'altro. 
Tuttavia divenne difficile per loro giustificare gli studi sul metabolismo dei carboidrati dal momento che il centro di Buffalo era specializzato nella ricerca oncologica, per cui decisero di continuare le loro ricerche altrove.
Nonostante lavorassero insieme, fu solo Carl a ricevere proposte di lavoro: le prime che arrivarono furono dalla Cornell University e l'Università di Toronto, ma vennero declinate entrambe poiché non offrivano una posizione anche a Gerty.
Nel 1931 venne offerta a Carl una cattedra universitaria da parte della Washington University School of Medicine a St.Louis, nel Missouri, dove anche Gerty ottenne un piccolo ruolo. La scuola di medicina, infatti, le offrì un posto di ricercatrice associata, con uno stipendio che prevedeva 1500 dollari di salario, pari al 20% della paga di Carl.Nonostante le disparità di trattamento, restava comunque una delle offerte migliori per l'epoca ed il contesto storico in cui si trovavano.
All'età di 35 anni Carl divenne così un professore universitario e Gerty una "ricercatrice associata". Mentre il primo aveva un contratto lavorativo e poteva essere licenziato solo per ragioni estremamente serie, l'unica garanzia di Gerty era il suo matrimonio.

##### Estere di Cori
Il campo di studio principale a cui si dedicarono i Cori in quegli anni riguardava il metabolismo dei carboidrati, e prima di arrivare a St.Louis eseguirono studi su animali da laboratorio. Dopo essersi trasferiti, invece, decisero di studiare direttamente il tessuto muscolare per capire meglio cosa accadesse. Gerty stessa sostenne che: 
(Sharon Bertsch McGrayne, Nobel Prize women of science)
Per questo i Cori estrassero il tessuto muscolare dalle rane, lo immersero in acqua fredda distillata ed estrassero le componenti solubili, così da studiarne le reazioni in soluzione e non più ex-vivo.
Nel 1936, analizzando l'estratto di un muscolo di rana, scoprirono un nuovo composto del glucosio: il glucosio-1-fosfato, anche detto estere di Cori. In seguito compresero che il glicogeno viene scisso in glucosio attraverso tre passaggi, uno dei quali portava alla formazione di questo estere.
Tra il 1938 ed il 1939 Gerty cambiò ambito di ricerca e si spostò sullo studio degli enzimi: capì infatti che erano coinvolti nella conversione del glicogeno e per questo volle saperne di più. Non trascorse molto tempo prima che lei e Carl scoprirono la fosforilasi, un importante enzima che porta alla formazione dal glicogeno del glucosio-1-fosfato. Il glucosio-1-fosfato viene convertito in glucosio-6-fosfato tramite l'enzima fosfoglucomutasi.
Questo fu solo l'inizio, ben presto scoprirono un enzima dopo l'altro, rivelando come avvenisse la conversione del glicogeno in glucosio e viceversa, ossia attraverso un processo multistadio che coinvolge una varietà di enzimi.
Dopo la fine della Seconda Guerra Mondiale i Cori accettarono una proposta da parte dell'Università di Washington: Carl avrebbe ottenuto un posto di comando nel dipartimento di biochimica e Gerty sarebbe diventata professoressa. Dopo 16 anni finalmente anche lei ebbe un contratto, una occupazione, uno status ed una paga grazie alle sue capacità e per i suoi meriti, non più perché era la moglie di qualcuno.

#### Nobel per la medicina
Il 24 ottobre del 1947 i Cori vinsero il Premio Nobel per la medicina per la scoperta degli enzimi coinvolti nelle reazioni di conversione del glicogeno in glucosio e viceversa.

La commissione che conferì loro il premio affermò che 
(Sharon Bertsch McGrayne, Nobel Prize women of science)
Nell'estate del 1957 Gerty, ormai malata, pubblicò una review sul deficit di sintesi del glicogeno nei bambini e questo fu il suo ultimo articolo scientifico.